# Claustro de San Agustín
El Claustro de San Agustín es una edificación colonial construida a finales del siglo XVIII, ubicada en el centro histórico de Bogotá, en el costado suroccidental de la Casa de Nariño. Fue declarado monumento nacional en 1975 y es único dentro de la arquitectura colonial religiosa pues carece de iglesia propia, aunque históricamente está ligado a la iglesia de San Agustín, en diagonal del otro lado de la calle. Ha sido la sede de varias entidades e instituciones militares, políticas y educativas tanto del Virreinato de la Nueva Granada como de Colombia. Actualmente es administrado por la Universidad Nacional de Colombia a través de su Dirección de Patrimonio Cultural.

## Historia
Entre 1733 y 1744 el arcediano de la catedral, don Salvador López Garrido, dona un “edificio separado por una calle del Convento”. Sin embargo, la casa no reunía las condiciones necesarias para ser Universidad pues era de bahareque y paja. Por ello, se decide hacer un nuevo edificio bajo la dirección de fray Gregorio Agustín Salgado. El 1 de julio de 1775 Cierra la Universidad de San Nicolás de Bari. El predio es cedido al poder virreinal. En 1781 Inicia la insurrección de los Comuneros. Se incrementa el pie de fuerza en Bogotá. En 1783 Se crea el Batallón Auxiliar y éste, se establece en el Claustro de San Agustín, antigua sede de la Universidad de San Nicolás de Bari.

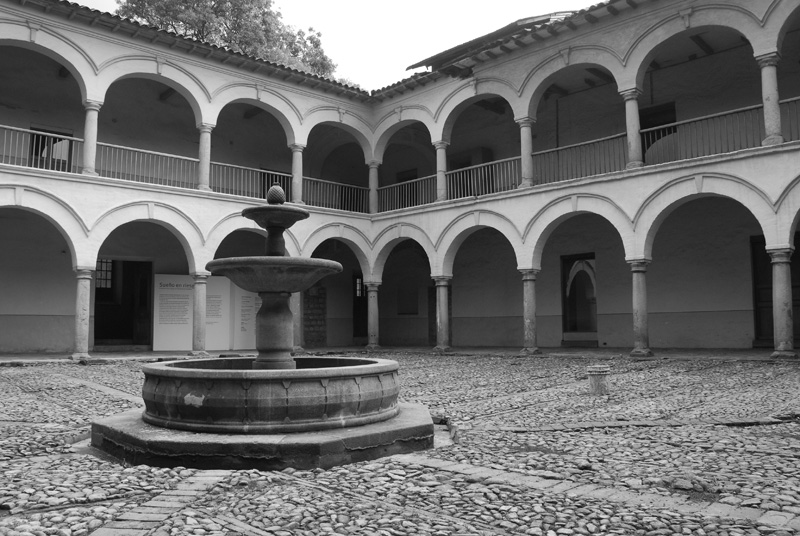
Patio interno.

El 23 de noviembre de 1809 Antonio Nariño es apresado en las instalaciones del Claustro y al día siguiente es conducido hacia Cartagena de Indias. En 1828 se da la Conspiración Septembrina contra Simón Bolívar, y el edificio es ocupado por el Batallón Vargas, fiel al Libertador. En 1862 La batalla de San Agustín afecta sus las instalaciones.

### Siglo XX
Fue sede del Senado de la República y de instituciones como la Comandancia General de la Guardia Colombiana, del Estado Mayor del Ejército, de la Escuela Militar de Cadetes, del Cuartel de Artillería y del Batallón Guardia Presidencial.
9 de abril de 1948 Los participantes extranjeros de la IX Conferencia Panamericana buscan asilo diplomático en el Claustro ante la situación de orden público que genera El Bogotazo, en este momento, el Claustro era una guarnición militar, más exactamente la sede del Batallón Guardia Presidencial, desde la cual se enviaron tropas para defender a la Casa de Nariño y retomar el control de la Plaza de Bolívar y los sectores aledaños.
En 1971 se inaugura el Museo de Artes y Tradiciones Populares en el Claustro, y cuatro años más tarde es declarado Monumento Nacional.

### Siglo XXI
Años después del cierre del Museo de Artes y Tradiciones Populares, en 2006 el Claustro pasa a ser administrado por la Universidad Nacional de Colombia. El 11 de octubre de 2007 inicia sus actividades en el Claustro de San Agustín el hoy desaparecido Sistema de Patrimonio y Museos de la Universidad.
Desde 2015 hace parte de los espacios de la Dirección de Patrimonio Cultural de la Universidad y desarrolla una importante función cultural por medio de actividades artísticas y culturales, principalmente exposiciones. Desde 2017 el Claustro San Agustín es sede del Instituto Colombo-Alemán para la Paz (CAPAZ).

## Intervención y adecuación de las instalaciones

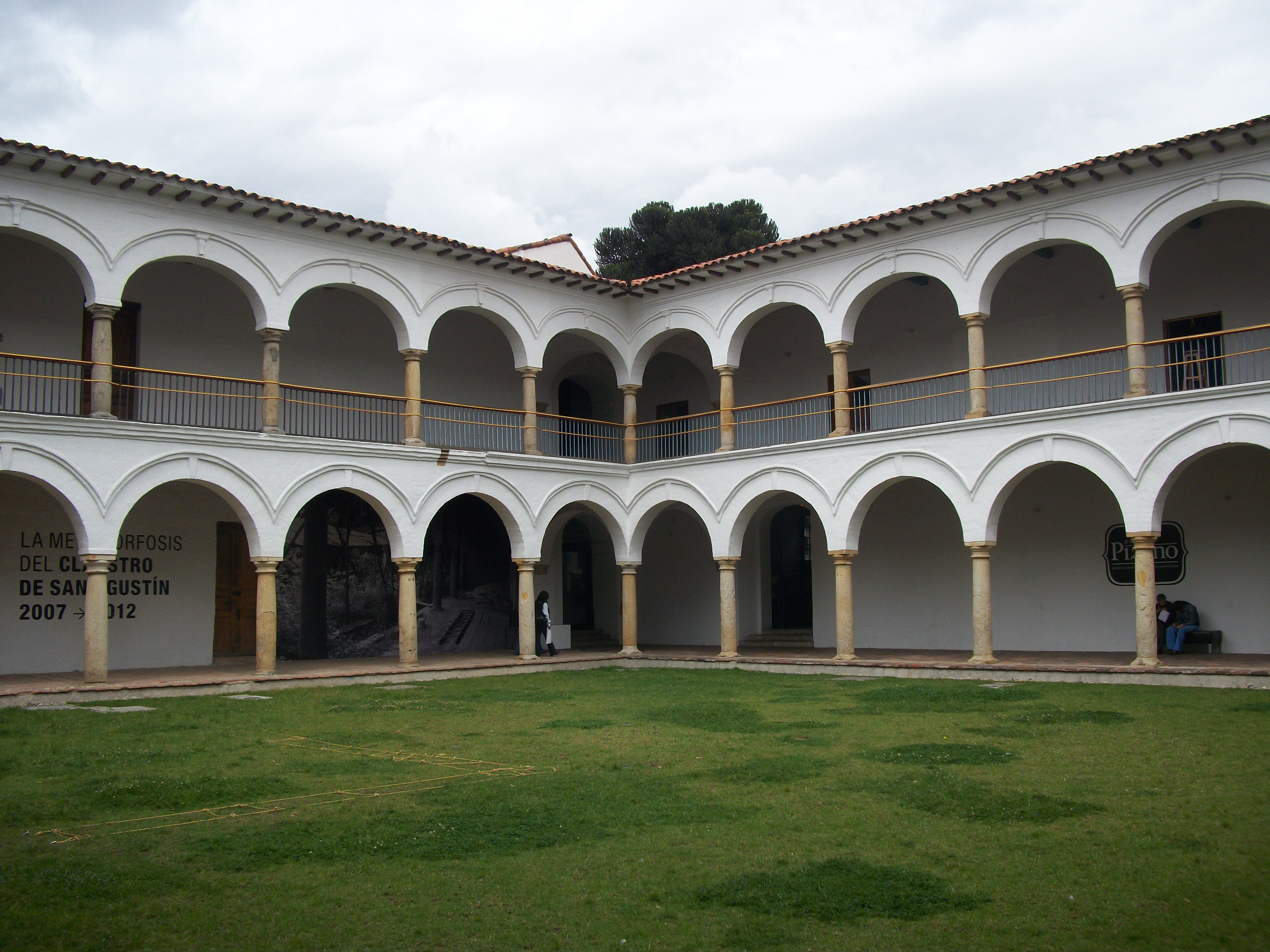
Interior tras la intervención y adecuación.

La Universidad Nacional de Colombia recibió el edificio mediante Resolución del Ministerio de Cultura  N.º 1186 del 16 de agosto de 2006.
El proyecto de adecuación se desarrolló entre 2008 y 2009 en el marco del Sistema de Patrimonio y Museos de la Universidad Nacional de Colombia. Comprendió obras clasificadas como de primeros auxilios, mantenimiento y adecuación según las categorías establecidas por el Ministerio de Cultura. Se las emprendió para detener los daños ocasionados por agentes naturales en los elementos vulnerables. Esta etapa incluyó la construcción de una sobrecubierta para la diferencia de cumbreras en el ala sur, el tratamiento de la humedad en el ala oriental y la recuperación del patio.
La intervención de adecuación supuso obras de adecuación del acceso, librería y baños, una reserva, así como una propuesta de iluminación y cableado estructurado.